# Andrés Díaz
Andrés Díaz (Castella, s. XVI - Cadaqués, 1596) era un frare agustí espanyol, iniciador de la reforma de l'Orde de Sant Agustí a Itàlia i fundador dels agustins descalços en 1592. És tingut com a venerable per la família augustiniana.

## Vida
Díaz era un frare agustí va desembarcar a Messina cap al 1584 i entrà a formar part de la Congregació Centorbana, a Centuripe, dels Frares Eremites Reformats de Sant Agustí, un grup d'eremites que havien adoptat la Regla de Sant Agustí cap al 1575, liderats per Andrea del Guasto. Formaven una congregació reformada de l'Orde de Sant Agustí, en la línia de reformes dels ordes religiosos que predominava llavors. Díaz, amb dos companys espanyols, Buenaventura i Agustín, va introduir a la congregació les reformes que tenien lloc al si de l'orde agustinià de Castella.

### Fundació dels Agustins Descalços
En 1588, assabentat de l'aprovació de la reforma agustiniana a Castella, hi tornà i ingressà a la primera comunitat reformada, la de Talavera de la Reina, el 19 d'octubre de 1589. Va obtenir la llicència del nunci apostòlic per a portar la reforma a Itàlia i va arribar a Roma l'abril de 1592, al convent dels SS. Marcellino e Pietro. El 19 de maig de 1592, al centéssim capítol general de l'Orde de Sant Agustí, es tractà la reforma de l'orde que havia demanat Climent VIII.
El 28 de juny de 1592, Andrés Díaz arribà a Nàpols, al convent de Sant’Agostino, "vestit amb un hàbit de roba negra i basta, una caputxa rodona al cap i les espatlles, cinyell llarg, descalça amb sandàlies de corda i una capa". Va demanar de poder dur a terme la reforma i el prior posà a la seva disposició els convents de Santa Maria dell'Olivella, on anà a viure, i Santa Maria della Grazia. A l'Olivella, Díaz va formar una comunitat, primer amb Adrea da Sicignano, i pocs dies després amb els laics Andrea Taglietta i Lorenzo della Tolfa i dos sacerdots agustins, Ambrogio Staibano da Taranto i Giovan Battista Cristallino; finalment, dos religiosos més: Giulio Calabrese i Giovanni da Bologna. Van ser els primers "reformats". El dia 20 de juliol de 1592, "tots revestits de llana basta, es van descalçar" i van constituir-se com a comunitat.

### Fets posteriors
El pare Díaz n'esdevingué el superior, però poc després va ser nomenat vicari general de la Congregació de Centorbi, d'on procedia. Díaz volia unir els convents napolitans a la Congregació de Centorbi, però al si de la nova comunitat no hi havia consens i es va demanar al general de l'orde agustinià que intervingués. Díaz, decebut, va voler abandonar-ho tot i tornar a Espanya.
El 16 de novembre del 1593, per a posar fi al conflicte, el prior general dels agustins, Andrea Securani da Fivizzano, amb el decret Cum Ordinis nostri splendorem va nomenar Ambrogio Staibano vicari general i va reconèixer jurídicament la nova Congregació dels Agustins Descalços, separant-la de la congregació d'eremites de Sicília. Alhora, el pare Díaz va ser enviat a la Congregació de Centorbi per a ésser-ne vicari.
Passats dos anys, va tornar a Espanya per a fundar-hi un convent. Al viatge, la nau va ser desviada per una tempesta i va arribar a Cadaqués, on Díaz emmalaltí greument i morí, en 1596. Va ser sebollit a la parròquia de Santa Maria, sense que se'n conegui l'emplaçament exacte de la tomba.
L'orde agustinià el considera venerable.